# Most im. 1 Armii Wojska Polskiego

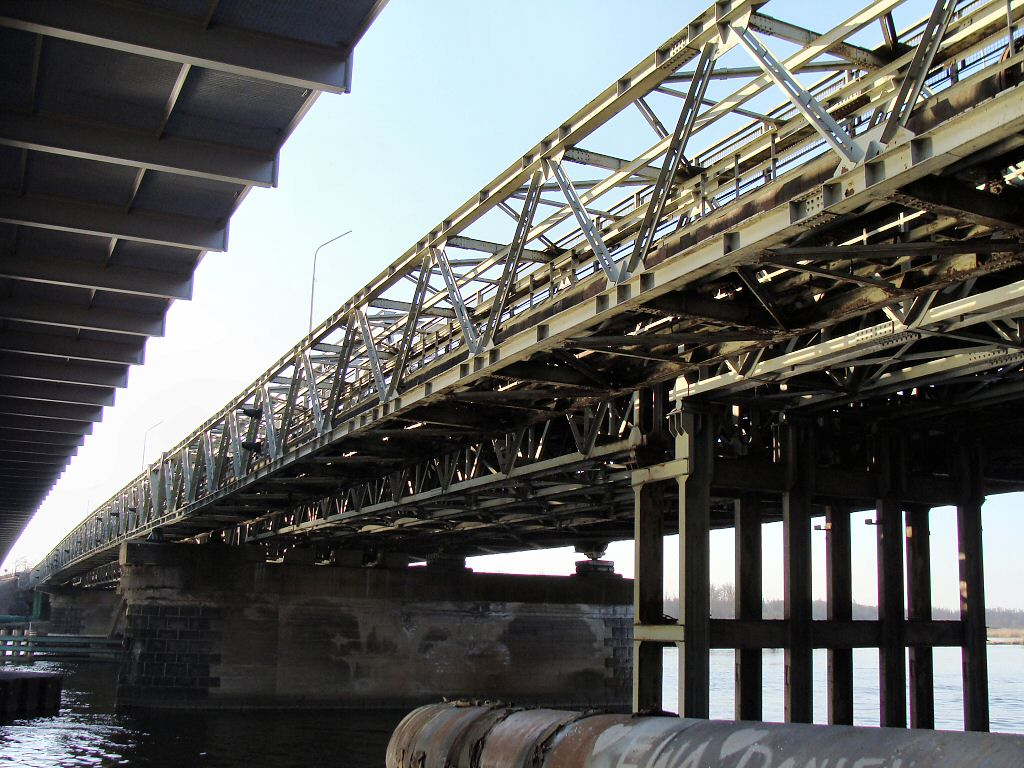

Most im. 1 Armii Wojska Polskiego – jednojezdniowy most drogowy nad Regalicą w ciągu ul. Floriana Krygiera (DK31) w Szczecinie. Rozebrany w 2021 roku, obecnie w jego miejscu znajduje się północny most Gryfitów.

## Historia
Został zaprojektowany i wybudowany jako most tymczasowy przez służby inżynieryjne Wojska Polskiego. Zastąpił inny most tymczasowy – dar rządu brytyjskiego uroczyście przekazany polskim władzom 8 lutego 1948 roku, który z kolei stanął na miejscu mostu pontonowego zbudowanego przez saperów Armii Czerwonej w dniach 27-29 kwietnia 1945 w miejscu istniejącego od 1934 mostu, wysadzonego przez wycofujące się ze Szczecina oddziały wojsk hitlerowskich. Otwarto go do ruchu wraz z całą arterią 19 grudnia 1959 roku. Został posadowiony na żelbetowych poniemieckich filarach i przyczółkach uzupełnionych o drewnianej konstrukcji estakady dojazdowe. Stalowe konstrukcje przęseł mostu wykonała Stocznia Szczecińska im. Adolfa Warskiego. W 1972 drewniane elementy mostu zastąpiono stalowymi. W ciągu swojego istnienia wielokrotnie remontowany. Od końca XX wieku corocznie.
Po wybudowaniu mostu Gryfitów w ramach pierwszego etapu modernizacji Autostrady Poznańskiej 29 sierpnia 2008 został zamknięty dla ruchu. Na początku 2021 roku most został rozebrany, a następnie zastąpiony nową konstrukcją.